# Viktoria Andersson
Viktoria Marie Andersson, ogift Christiansson, född 4 december 1971 i Kållereds församling, Göteborgs och Bohus län, är en svensk kristen sångare, sångtextförfattare och lärare. Hon är dotter till kristna rockmusikern Ulf Christiansson och Else-Marie, ogift Magnusson.
Viktoria Andersson växte upp i trakterna kring Göteborg, Alingsås och Uppsala, bland annat under en tid i kollektiv tillsammans med övriga bandmedlemmar i rockgruppen Jerusalem där fadern är frontfigur. Musiken var hela hennes liv fram tills hon var i 25-årsåldern och kom hem från USA där hon tillsammans med maken studerat vid Musicians Institute i Los Angeles. Hon bytte då yrkesbana och studerade till lärare.
Andersson fick arbete som lärare i matematik och NO. Snart kände hon dock att livet blev fattigt utan musiken och hon började sjunga igen. Hennes första platta My Faith släppte hon 2010, och den andra Mer av dig kom 2012. Med denna platta vill hon ingjuta mod, uppgav hon i en intervju i Dagen.
Hon är gift med Christian "C.C." Andersson (född 1971), som är starkt involverad i hennes skivproduktion. Han har gjort musiken till alla låtarna på Viktoria Anderssons senaste platta där hon inriktat sig på svensk text då hon gjort låtarna. På ett av spåren medverkar även Ulf Christiansson. Paret Andersson bor på Hönö med sina två söner.

## Diskografi
- 2010 – My Faith
- 2012 – Mer av dig